# Stay Beautiful
"Stay Beautiful" é uma canção da banda britânica de rock Manic Street Preachers, lançada em setembro de 1991 como o primeiro single do álbum Generation Terrorists, lançado no ano de 1992.
Inicialmente intitulada como "Generation Terrorits", título que se tornou o primeiro disco da banda, "Stay Beautiful" também recebeu mudanças em sua letra. O refrão originalmente incluía "Why don't you just fuck off", enquanto um riff de guitarra, na versão mais recente, foi incluso para "Why don't you just...". No entanto, é costumeiro em shows da banda que fãs cantem a frase original.
Com influências do punk e do hard rock, a canção alcançou a 40ª posição nas paradas britânicas. Em 1997, a canção foi relançada e apareceu novamente nas paradas, no entanto, na 57ª posição, falhando, assim, em estar no TOP 40. "Stay Beautiful", então, se tornou a única música do Manic Street Preachers em seu período inicial que não se destacou nas paradas como as demais.
Em referência, o título da canção foi usada em uma propaganda de um carro da Renault. Há também um bar em Londres chamado Stay Beautiful. Durante sua turnê solo, o baixista Nicky Wire se apresentou no local.

## Faixas

### CD / 12"
1. "Stay Beautiful"
2. "R.P. McMurphy"
3. "Soul Contamination"

### 7"
1. "Stay Beautiful"
2. "R.P. McMurphy"

## Ficha técnica
- James Dean Bradfield - vocais, guitarra
- Nicky Wire - baixo
- Sean Moore - bateria
- Richey Edwards - guitarra base